# Agon (Vorname)
Agon ist ein albanischer männlicher Vorname mit der Bedeutung „er/sie/es dämmert“, im figurativen Sinne auch, wenn etwas „sehr Wünschenswertes“ oder „sehr Gutes sich zu entwickeln beginnt“.

## Bekannte Namensträger
- Agon Mehmeti (* 1989), schwedischer Fußballspieler kosovarischer Herkunft
- Agon Mucolli (* 1998), dänisch-albanischer Fußballspieler